# Sant’Eustachio (Acquaviva delle Fonti)
A Sant’Eustachio Acquaviva delle Fonti legfontosabb temploma, az Altamura-Gravina-Acquaviva delle Fonti egyházmegye társszékesegyháza.

## Története
A 12. század második felében épült egy romokban álló, ókori messzáp templom helyén egy helyi nemesember, Roberto Gurguglione megbízásából, saját használatra. A román stílusú templom Szűz Mária tiszteletére épült. 1594-ben, amikor a település temploma kicsinynek bizonyul, az akkori hűbérúr, Giovanni Antonio Donato Acquaviva megnyitotta kapuit a lakosság számára is. A század végén jelentősen átépítették reneszánsz stílusban és 1623-ban újraszentelték, ezúttal Szent Eustachius, a tizennégy védőszent egyikének tiszteletére. Egyike volt azon négy pugliai bazilikának, amelyek közvetlenül a király fennhatósága alá tartoztak (a másik három bazilika a bari San Nicola, a Monte Sant’Angeló-i valamint az altamurai), így az uralkodó maga nevezte ki a szolgáló papokat és fizetésüket is ő biztosította.
1929-ben, a lateráni egyezmény megkötése után került vissza a római katolikus egyház tulajdonába és az Acquaviva delle Fonti egyházmegye székesegyháza lett, majd 1986-ban, amikor egyesítették Altamura és Gravina in Puglia egyházmegyéivel, az újonnan létrehozott Altamura-Gravina-Acquaviva delle Fonti egyházmegye társszékesegyháza lett.

## Leírása
A bazilika két szintes. A homlokzatot a földszinten korinthoszi, az emeleten dór stílusú lizénák tagolják. A reneszánsz kori átépítés előttről csak néhány építészeti elem maradt meg: a homlokzat rózsaablaka valamint a bejárat két oldalán  álló, oroszlánszobrokon nyugvó oszlopok. A bejárat feletti faragott architrávon Szent Eustachius megkeresztelkedésének jelenete látható. A homlokzatot timpanon koronázza meg, amelyen Alberto Acquaviva címere látható. A timpanon tetején egy Mária-szobor áll.
A templombelső latin kereszt alaprajzú, három hajóra tagolva. A főoltár a 16. században készült. A faragott kórusüléseket Michele Losito készítette. A kripta paralelogramma alakú. Itt áll a névadó Szent Eustachius oltára.